# Kapel Dijk en Duin

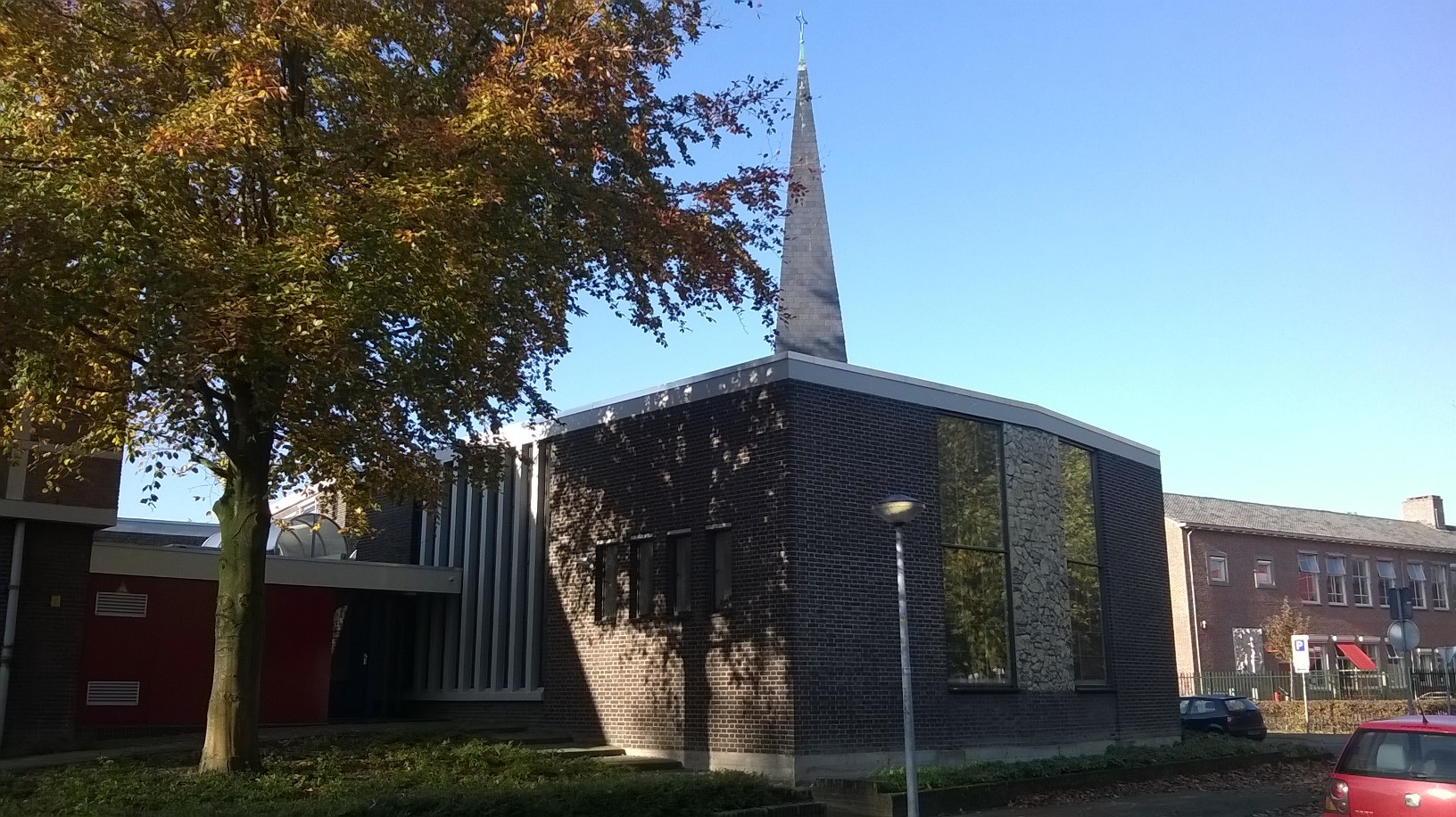
De kapel, gezien vanaf de J.D. Pollstraat

Kapel Dijk en Duin is een kapel in Hoorn vlak bij de Binnenstad. De Christelijk Gereformeerde Gemeente in Hoorn heeft een korte tijd gebruik gemaakt van de Rooms-Katholieke kapel. De kapel wordt niet meer voor kerkdiensten gebruikt, maar wel nog als conferentiezaal. 

## Geschiedenis
Vlak na de Tweede Wereldoorlog besloot een groep Franciscanen, die in eerste instantie afkomstig waren van een klooster in Nieuwe Niedorp, de kapel te bouwen voor de verdere geestelijke ontwikkeling van West-Friesland. Daar in de kapel werd hun klooster overgenomen van 1960 tot 1988. De Franciscanen woonden van 1960 tot 1974 in het klooster Dijk en Duin. Tot 1982 woonden ze aan de Astronautenweg. Sinds 1998 wordt de kapel, onder beheer van de Dick Laanstichting, gebruikt voor allerlei activiteiten. 
Apostolisch Genootschap
· Bonifacius
· Ceciliakapel
· Doopsgezinde Kerk
· Dorpskerk
· Eikstraatkerk
· H.H. Engelbewaarderskerk
· Foreestenhuis
· Grote Kerk
· Michaëlskerk (Tapijtkerk)
· Michaëlskerk (Plantage)
· Kapel Dijk en Duin
· Koepelkerk
· Koninkrijkszaal
· Lourdeskapel
· Lutherse kerk
· Mariakapel
· Nederlandse Gereformeerde Kerk
· Sint Maartenskerk
· Martinuskerk
· Nieuw-Apostolische Kerk
· Noorderkerk
· Het Octaaf
· Oosterkerk
Gesloopte schuilkerken:
De Drie Kalfjes
· De Drie Tulpen
· Het Klooster
· Het Witte Lam
· In de Roohand